# Блаце (Чучер-Сандево)
Блаце (мкд. Блаце) је насеље у Северној Македонији, у северном делу државе. Блаце је насеље у оквиру општине Чучер-Сандево.

## Географија
Блаце је смештено у крајње северном делу Северне Македоније, на граници са Србијом. Од најближег града, Скопља, село је удаљено 25 km северно.
Село Блаце се налази у историјској области Црногорје, на југозападним падинама Скопске Црне горе, на приближно 770 метара надморске висине. Западно од села се пружа долина Лепенца.
Месна клима је планинска због знатне надморске висине.

## Становништво
Блаце је према последњем попису из 2021. године имало 862 становника.
Претежна вероисповест месног становништва је ислам.
| Национални састав према попису из 2021.‍ | Национални састав према попису из 2021.‍ | Национални састав према попису из 2021.‍ | Национални састав према попису из 2021.‍ | Национални састав према попису из 2021.‍ |
| --------------------------------------- | --------------------------------------- | --------------------------------------- | --------------------------------------- | --------------------------------------- |
|                                         |                                         |                                         |                                         |                                         |
| Албанци                                 | Албанци                                 |                                         | 760                                     | 88,2%                                   |
| непописани                              | непописани                              |                                         | 102                                     | 11,8%                                   |

## Познате личности
- Енис Барди, северномакедонски фудбалер